# Igor Mendjisky
Ne doit pas être confondu avec Serge Mendjisky.
Pour les articles homonymes, voir Mendjisky.
Igor Mendjisky est un acteur et metteur en scène français d'origine polonaise, né le 23 juillet 1983.

## Biographie
Il est diplômé du Conservatoire national supérieur d’art dramatique de Paris.
Il est l’un des membres fondateurs de la compagnie Les Sans Cou avec Clément Aubert, Romain Cottard, Paul Jeanson et Arnaud Pfeiffer.

## Filmographie

### Télévision
- 2006 : L'Affaire Pierre Chanal (téléfilm) : Balázs Falvay
- 2007 - 2009 : Nos années pension (série télévisée) : Milo Korsan
- 2007 : Paris, enquêtes criminelles (série télévisée) : Thomas Fortin
- 2007 : Section de recherches (série télévisée) : Ilan Guieff
- 2008 : PJ (série télévisée) : Julien Paugeois
- 2008 : Le Septième Juré (téléfilm) : Laurent Duval
- 2008 : RIS police scientifique (série télévisée) : Christophe Esposito
- 2008 : La Résistance (série télévisée) : colonel Fabian
- 2009 : Les Tricheurs (série télévisée) : Greg
- 2009 : Clara, une passion française (téléfilm) : Jean-Claude 15-21 ans
- 2010 : Joséphine, ange gardien (série télévisée) : Gaël Mareuil
- 2010 : Le Grand Ménage (téléfilm) : Julien
- 2012 : Week-end chez les toquées (série télévisée) : Victor Rousseau
- 2014 : Piège blanc d'Abel Ferry : Simon Mésange
- 2015 : Dix pour cent de Cédric Klapisch
- 2022 : Ce que Pauline ne vous dit pas (série télévisée) de Rodolphe Tissot : Willy

## Théâtre
- 2008 : Mesure pour mesure de William Shakespeare
- 2009 : Soudain l’été dernier de Tennessee Williams, mise en scène René Loyon, Théâtre de la Tempête, Docteur Sugar
- 2009 : Rêves, mise en scène Igor Mendjisky, Théâtre Mouffetard
- 2009 : Hamlet de William Shakespeare, mise en scène Igor Mendjisky, Ciné 13 Théâtre, Festival d’Anjou
- 2011 : Masques et nez, mise en scène de Igor Mendjisky au Festival d'Avignon Off, Théâtre Michel* 2011 : Hamlet de William Shakespeare, mise en scène Igor Mendjisky, Théâtre Mouffetard, Horatio
- 2012 : Le Dragon de Evgueni Schwartz, mise en scène de Stéphane Douret  au Théâtre 13
- 2013 : J'ai couru comme dans un rêve (Création collective Les Sans Cou), Mise en scène Igor Mendjisky, Théâtre Gérard-Philipe (Saint-Denis)
- 2015 : Idem (Création collective "Les Sans Cou" publiée aux éditions Actes Sud), mise en scène de Igor Mendjisky, Théâtre du Nord de Lille et au Théâtre de la Tempête
- 2016 : Notre crâne comme accessoire (Création collective "Les Sans Cou" publiée aux éditions Actes Sud), mise en scène de Igor Mendjisky au Théâtre des Bouffes du Nord
- 2018 : Le Maître et Marguerite d'après Mikhaïl Boulgakov, mise en scène de Igor Mendjisky[1]
- 2020 : Les Couleurs de l'air, texte et mise en scène de Igor Mendjisky
- 2022 : Gretel, Hansel et les autres, d'après le conte des Frères Grimm, créé au Festival d'Avignon, mise en scène de Igor Mendjisky
- 2024 : Une trilogie newyorkaise, d'après le livre de Paul Auster, mise en scène d'Igor Mendjisky, L'Azimut[2].